# Oscar Schie
Oscar Schie, född 3 april 1866 i Rakkestad, Smålenenes amt, död 30 september 1950, var en norsk trädgårdsmästare. 
Schie genomgick trädgårdsavdelningen vid högre lantbruksskolan i Ås och vidareutbildade sig i Danmark, Sverige och Tyskland. Han var amtsträdgårdsmästare i Smålenenes amt/fylkesträdgårdsmästare i Østfold fylke från 1891 och samtidigt trädgårdsmästare för Selskapet til Fredrikstad bys forskjønnelse 1891–1918. Han var bland annat ordförande Smålenenes/Østfold Hagebruksforening från stiftandet 1899, medlem av styrelsen för A/S Norsk Frø i Oslo, ordförande i fylkeskommittén för skolträdgårdar i Østfold och medlem av Norsk Skolehaveforbunds hemskoleträdgårdsutskott. Han var även innehavare av Høiendal plantskola och trädgård i Glemmen vid Fredrikstad.